# پیز کاواردی
پیز کاواردی (به لاتین: Piz Cavradi) یک کوه در سوئیس است که در کانتون گراوبوندن واقع شده‌است. پیز کاواردی ۲٬۶۱۴ متر بالاتر از سطح دریا واقع شده‌است.